# Arrondissement de Siegen-Wittgenstein
Pour les articles homonymes, voir Wittgenstein.
L'arrondissement de Siegen-Wittgenstein, en allemand Kreis Siegen-Wittgenstein, est une division administrative allemande, située dans le land Rhénanie-du-Nord-Westphalie.

## Situation géographique
L'arrondissement de Siegen-Wittgenstein (Kreis Siegen-Wittgenstein) est situé au sud de la Westphalie et donc au sud du Land de Rhénanie-du-Nord-Westphalie. Il a des limites avec les arrondissements d'Olpe et du Haut-Sauerland ainsi qu'avec les arrondissements hessois de Waldeck-Frankenberg, Marburg-Biedenkopf et Lahn-Dill et les arrondissements rhénano-palatiens du Westerwald et d'Altenkirchen.

## Histoire
L'arrondissement fut créé le 1er janvier 1975 par loi du 5 novembre 1974 en fusionnant les anciens arrondissements de Siegen et de Wittgenstein sous le nom de Siegen. Le 1er janvier 1984, la décision du Conseil de le renommer arrondissement de Siegen-Wittgenstein prit effet.

## Communes
L'arrondissement compte 11 communes dont 7 villes:
- Bad Berleburg, ville (20 699 hab.)
- Bad Laasphe, ville (15 137 hab.)
- Burbach (14 901 hab.)
- Erndtebrück (7 599 hab.)
- Freudenberg, ville (18 524 hab.)
- Hilchenbach, ville (16 392 hab.)
- Kreuztal, ville (31 970 hab.)
- Netphen, ville (24 773 hab.)
- Neunkirchen (14 133 hab.)
- Siegen, ville (106 544 hab.)
- Wilnsdorf (21 417 hab.)

## Politique

### Élections du préfet (Landrat)
|        | Scrutin du 12 sept. 1999 | Scrutin du 12 sept. 1999 | Scrutin du 12 sept. 1999 | Scrutin du 26 sept. 2004 | Scrutin du 26 sept. 2004 | Scrutin du 26 sept. 2004 |
| Parti  | Candidat                 | Votes                    | %                        | Candidat                 | Votes                    | %                        |
| ------ | ------------------------ | ------------------------ | ------------------------ | ------------------------ | ------------------------ | ------------------------ |
| CDU    | Elmar Schneider          | 72 102                   | 54,4 %                   | Paul Breuer              | 45 338                   | 53,6 %                   |
| SPD    | Alois Michalek           | 44 924                   | 33,9 %                   | Dr. Friedhelm Franz      | 26 506                   | 31,3 %                   |
| Indép. |                          |                          |                          | Robert Gravemeier        | 8 363                    | 9,9 %                    |
| Grüne  | Helga Rock               | 5 359                    | 4,0 %                    | Dr. Werner Rohr          | 4 351                    | 5,1 %                    |
| UWG    | Hans-Georg Ballbach      | 5 422                    | 4,1 %                    |                          |                          |                          |
| FDP    | Hagen Tschoeltsch        | 4 805                    | 3,6 %                    |                          |                          |                          |

### Élections du conseil (Kreistag)
|        | Scrutin du 26 sept. 2004 | Scrutin du 26 sept. 2004 | Scrutin du 26 sept. 2004 |
| Parti  | Votes                    | %                        | Sièges                   |
| ------ | ------------------------ | ------------------------ | ------------------------ |
| CDU    | 50 874                   | 42,0 %                   | 23                       |
| SPD    | 37 181                   | 30,7 %                   | 17                       |
| FDP    | 9 664                    | 8,0 %                    | 4                        |
| Grüne  | 9 417                    | 7,8 %                    | 4                        |
| UWG    | 8 736                    | 7,2 %                    | 4                        |
| REP    | 3 327                    | 2,7 %                    | 1                        |
| FWU    | 1 302                    | 1,1 %                    | 1                        |
| UWG N. | 645                      | 0,5 %                    | 0                        |

## Juridiction
Juridiction ordinaire

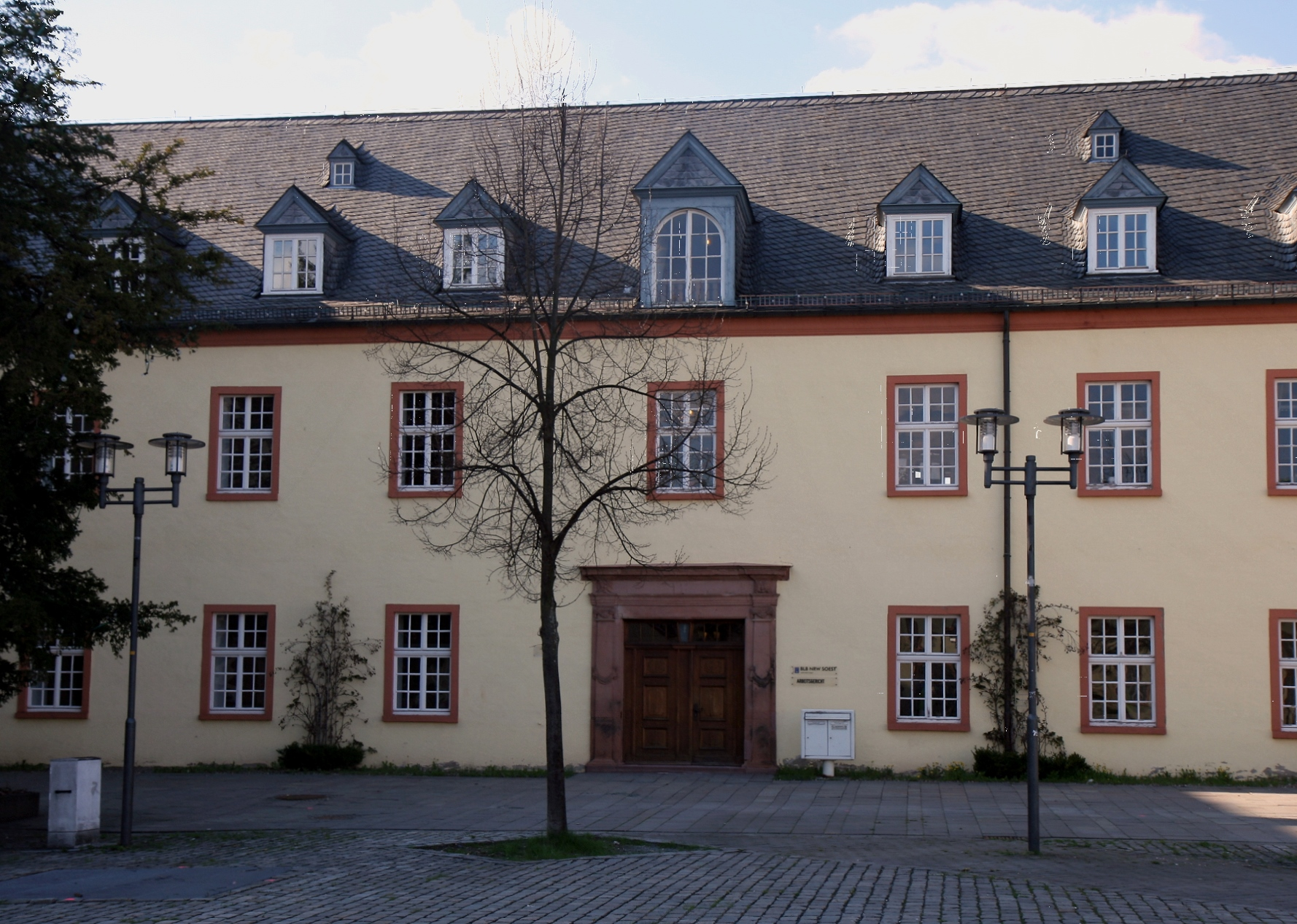
Tribunal du travail de Siegen

- Cour d'appel (Oberlandesgericht) de Hamm
  - Tribunal régional (Landgericht) de Siegen
    - Tribunal cantonal (Amtsgericht) de Bad Berleburg: Bad Berleburg, Bad Laasphe, Erndtebrück
    - Tribunal cantonal de Siegen: Burbach, Freudenberg, Hilchenbach, Kreuztal, Netphen, Neunkirchen, Siegen, Wilnsdorf

Juridiction spéciale
- Tribunal supérieur du travail (Landesarbeitsgericht) de Hamm
  - Tribunal du travail (Arbeitsgericht) de Siegen
- Tribunal administratif (Verwaltungsgericht) d'Arnsberg
- Tribunal des affaires de Sécurité sociale (Sozialgericht) de Dortmund